# Landerico de París
Landerico de París (en francés, Landry; ¿? - c. 661) fue un obispo de París, venerado como santo por la iglesia católica.
Ordenado obispo en 650, construyó el mayor hospital de la época en la ciudad, dedicado a San Cristóbal, lo que ahora es el Hôtel-Dieu de París. Landerico, junto a 23 obispos más, firmó la carta de privilegios que Clodoveo II concedió a la abadía de Saint-Denis en 653.
Encargó la redacción de las llamadas Fórmulas de Marculfo.

## Veneración
Fue enterrado en la abadía de Saint-Germain-des-Prés, donde la mayoría de sus restos se conservan, excepto dos huesos que fueron entregados a la parroquia de Saint-Landry en 1408, en una capilla que originalmente se ubicaba cerca de la casa del santo y en la que solía rezar.
Una estatua de San Landerico se erige detrás del altar de la iglesia erigida en su honor en Opelousas, Luisiana, Estados Unidos. Su festividad se celebra el 10 de junio.